# Odio, amore, vendetta
Odio, amore, vendetta (The Vengeance of Durand; or, The Two Portraits) è un cortometraggio muto del 1913 diretto da J. Stuart Blackton.

## Produzione
Il film fu prodotto dalla Vitagraph Company of America

## Distribuzione
Distribuito dalla General Film Company, il film - un cortometraggio in due bobine - uscì nelle sale statunitensi il 24 gennaio 1913. In Italia, ottenne nel gennaio 1915 il visto di censura numero 6295 (Sul sito di ItaliaTaglia, viene riportato come regista, il nome di Ralph Ince).